# Koštani morfogenetički protein
Koštani mofogenetički proteini (BMP) grupa su faktora rasta. Oni su takođe poznati kao citokini i metabologeni. Originalno otkriveni po njihovoj sposobnosti da indukuju formiranje kostiju i hrskavice, BMP proteini se smatraju konstitutivnom grupom ključnih morfogenenih signala koji orkestruju arhitekturu tkiva širom tela. Na važnost dejstva BMP signala u fiziologiji ukazuje mnoštvo njihovih uloga u disregulaciji BMP signalizacije u patološkim procesima. Misregulacija BMP signalnog sistema se često javlja kod kancerogenih bolesti. Odsustvo BMP signalizacije je, na primer, važan faktor u progresiji raka debelog creva, i nasuprot tome, prekomerna aktivacija BMP signalizacije nakon refluksom indukovanog ezofagitisa uzrokuje Baretov ezofagitis, i stoga dovodi do razvića adenokarcinoma u proksimalnom delu gastrointestinalnog trakta.
Rekombinantni humani BMP proteini imaju ortopedijske primene, na primer u spinalnim fuzijama i oralnoj hirurgiji.

## Literatura
- Chen, Di, Zhao, Ming, and Mundy, Gregory R. (2004). „Bone Morphogenetic Proteins”. Growth Factors. 22 (4): 233—241. PMID 15621726. doi:10.1080/08977190412331279890.
- Cheng H, Jiang W, Phillips F, Haydon R, Peng Y, Zhou L, Luu H, An N, Breyer B, Vanichakarn P, Szatkowski J, Park J, He T (2003). „Osteogenic activity of the fourteen types of human bone morphogenetic proteins (BMPs)”. J Bone Joint Surg Am. 85—A (8): 1544—52. PMID 12925636. link

## Spoljašnje veze
- Bone+Morphogenetic+Proteins на 